# ルイズ・ラヴリー
ルイズ・ラヴリー（Louise Lovely, 1895年2月28日 - 1980年3月18日）は、オーストラリアの女優である。出生名はネリー・ルイズ・コーバス（Nellie Louise Corbasse）、旧芸名ルイズ・カーバス（Louise Carbasse）およびルイズ・ウェルチ（Louise Welch）。
オーストラリアで最初にアメリカ合衆国を初めとする国際的に活躍した女優である。

## 経歴
1895年2月28日、オーストラリアのニューサウスウェールズ州シドニーに生まれる。
満9歳となる1904年ころから「ルイズ・カーバス」の名でシドニーの舞台に立ち、成長するにつれ舞台女優として成功し、映画界に進出する。1911年5月11日にオーストラリアで公開された、ガストン・マーヴェイル監督の One Hundred Years Ago に主演したのが、もっとも古い映画への出演記録で、同作の公開当時ルイズは満16歳であった。同作には、俳優時代のハリー・ボーモントも出演している。満17歳となる1912年、ウィルトン・ウェルチと結婚する。
アメリカ合衆国に渡り、ユニヴァーサル・フィルム・マニュファクチュアリング・カンパニー（現在のユニバーサル・ピクチャーズ）と契約、カール・レムリの命名により「ルイズ・ラヴリー」と改名する。1915年、アイダ・メイ・パーク脚本、ジョセフ・ド・グラス監督の Father and the Boys で全米のスクリーンにデビューする。1916年、ユニヴァーサル傘下に製作会社ブルーバード映画が設立され、同社で、ド・グラス監督の The Grip of Jealousy, Tangled Hearts, 『恨みの金貨』、『踊り子の生涯』、『文身美人』、ルパート・ジュリアン監督の『愛の決闘』、ジャック・コンウェイ監督の『社会の賊』、『人の力』、1917年には、ジュリアン監督の『誕生日』に主演し、2作を除いていずれも日本でも公開された。
1919年にはユニヴァーサルを去り、小プロダクションやフォックス・フィルム（現在の20世紀フォックス）、ゴールドウィン・ピクチャーズ等の映画に出演する。1922年、エドワード・スローマン監督の Shattered Idols に出演したのを最後にアメリカ合衆国を去り、オーストラリアに帰った。
1925年、オーストラリアで、夫ウェルチと共同で監督したサイレント映画 Jewelled Nights に主演するが、同作以降の出演記録等は見当たらない。1928年、夫ウェルチと離婚する。
1930年、バート・コーワンと再婚する。1967年、夫コーワンと死別する。
1980年3月18日、タスマニア州ホバートで死去した。没後の20年が経過した2000年、オーストラリア映画協会は、ルイズに敬意を表し、オーストラリア映画協会賞の愛称として「ラヴリーズ」（Lovelys）という名称を採用した。

## おもなフィルモグラフィ
特筆以外はすべて出演作である。

### 1910年代
- One Hundred Years Ago : 監督ガストン・マーヴェイル、1911年 - 「ルイズ・カーバス」名義で主演・役 Judith
- A Ticket in Tatts : 監督ガストン・マーヴェイル、1911年 - 「ルイズ・カーバス」名義で出演・役 Mrs. Fallon
- The Colleen Bawn : 監督ガストン・マーヴェイル、1911年 - 「ルイズ・カーバス」名義で主演・役 The Colleen
- A Tale of the Australian Bush : 監督ガストン・マーヴェイル、1911年 - 「ルイズ・カーバス」名義で出演・役 Mrs. Hall
- Hands Across the Sea : 監督ガストン・マーヴェイル、1912年 - 「ルイズ・カーバス」名義で出演
- A Daughter of Australia : 監督ガストン・マーヴェイル、脚本・主演ハリー・ボーモント、1912年 - 「ルイズ・カーバス」名義で出演
- Conn, the Shaughraun : 監督ガストン・マーヴェイル、1912年 - 「ルイズ・カーバス」名義で出演
- The Wreck of the Dunbar or The Yeoman's Wedding : 監督ガストン・マーヴェイル、1912年 - 「ルイズ・カーバス」名義で出演
- The Ticket of Leave Man : 監督ガストン・マーヴェイル、1912年 - 「ルイズ・カーバス」名義で出演
- Personal Magnetism : 監督不明、1913年

- Father and the Boys : 監督ジョセフ・ド・グラス、脚本アイダ・メイ・パーク、1915年 - 出演・役 Bessie Brayton
- Stronger Than Death : 監督ジョセフ・ド・グラス、1915年 - 「ルイズ・カーバス」名義で出演・役 June Lathrop
- Dolly's Scoop : 監督ジョセフ・ド・グラス、脚本アイダ・メイ・パーク、1916年 - 「ルイズ・ウェルチ」名義で出演・役 Dolly Clare
- The Grip of Jealousy : 監督ジョセフ・ド・グラス、脚本アイダ・メイ・パーク、1916年 - 主演・役 Virginia Grant
- Tangled Hearts : 監督ジョセフ・ド・グラス、脚本アイダ・メイ・パーク、1916年 - 主演・役 Vera Lane
- 『恨みの金貨』 The Gilded Spider : 監督ジョセフ・ド・グラス、脚本アイダ・メイ・パーク、1916年 - 出演・役 Leonita & Elisa
- 『踊り子の生涯』 Bobbie of the Ballet : 監督ジョセフ・ド・グラス、脚本アイダ・メイ・パーク、1916年 - 出演・役 Bobbie Brent
- 『文身美人』 The Grasp of Greed : 監督ジョセフ・ド・グラス、脚本アイダ・メイ・パーク、1916年 - 出演・役 Alice Gordon
- 『愛の決闘』 Bettina Loved a Soldier : 監督ルパート・ジュリアン、1916年 - 出演・役 Bettina Scott
- 『社会の賊』 The Social Buccaneer : 監督ジャック・コンウェイ、1916年 - 出演・役 Marjorie Woods
- 『人の力』 The Measure of a Man : 監督ジャック・コンウェイ、1916年 - 出演・役 Pattie Batch
- Stronger Than Steel : 監督・脚本・出演アレン・ホルバー、1916年
- Blood Money : 監督フレッド・ケルシー、脚本・主演ハリー・ケリー、1917年
- The Fugitive : 監督フレッド・ケルシー、1917年
- The Diamonds of Destiny : 監督マックスウェル・ライダー、1917年
- 『続名犬』 The Outlaw and the Lady : 監督・脚本フレッド・ケルシー、脚本・主演ハリー・ケリー、1917年
- The Fourth Witness : 監督ジョン・マクダーモット、1917年
- 『誕生日』 The Gift Girl : 監督ルパート・ジュリアン、1917年 - 出演・役 Rokaia
- 『愛の支配』 The Grip of Love : 監督・主演アレン・ホルバー、1917年
- Her Great Dilemma : 監督アンソニー・コールドウェイ / ドナルド・マクドナルド、1917年
- 『光栄の野』 The Field of Honor : 監督・主演アレン・ホルバー、1917年 - 出演・役 Laura Sheldon
- Her Strange Experience : 監督マックスウェル・ライダー、1917年
- 『山家の縁』 The Reed Case : 監督・主演アレン・ホルバー、1917年 - 出演・役 Helen Reed
- 『海の娘』 Sirens of the Sea : 監督エドワード・ルセイント、1917年 - 出演・役 Lorelei
- The Wolf and His Mate : 監督エドワード・ルセイント、1918年 - 出演・役 Bess Nolan
- Painted Lips : 監督エドワード・ルセイント、1918年 - プロデューサー・出演・役 Lou McTavish
- Nobody's Wife : 監督エドワード・ルセイント、1918年 - プロデューサー・出演・役 Hope Ross
- The Girl Who Wouldn't Quit : 監督エドガー・ジョーンズ、1918年 - プロデューサー・出演・役 Joan Tracy
- A Rich Man's Darling : 監督エドガー・ジョーンズ、1918年 - 出演・役 Julie Le Fabrier
- 『傍若無人』 Life's a Funny Proposition : 監督トーマス・ヘフロン、1919年 - 出演・役 Mary Austin
- Johnny-on-the-Spot : 監督ハリー・L・フランクリン、1919年 - 出演・役 Anne Travers
- 『男を探す男』 The Man Hunter : 監督フランク・ロイド、1919年 - 出演・役 Helen Garfield
- The Usurper : 監督ジェームズ・ヤング、1919年 - 出演・役 Beatrice Clive
- 『曠野の武人』 The Lone Star Ranger : 監督J・ゴードン・エドワーズ、1919年 - 出演・役 Ray Longstreth
- 『闇の狼』（別題『夜の狼』） Wolves of the Night : 監督J・ゴードン・エドワーズ、1919年 - 出演・役 Isabel Hollins
- 『男の意地』 The Last of the Duanes : 監督J・ゴードン・エドワーズ、1919年 - 出演・役 Jenny Lee
- 『大洋の涯へ』（別題『大洋の果て』） Wings of the Morning : 監督J・ゴードン・エドワーズ、1919年 - 出演・役 Iris Deane

### 1920年代
- 『胡蝶の如し』（別題『蝴蝶の男』） The Butterfly Man : 監督ルイ・ガスニエ / アイダ・メイ・パーク、1920年 - 出演・役 Bessie Morgan
- 『名花一輪』 The Third Woman : 監督チャールズ・スウィッカード、1920年 - 出演・役 Eleanor Steele
- 『孤児』 The Orphan : 監督J・ゴードン・エドワーズ、1920年 - 出演・役 Helen Shields
- The Twins of Suffering Creek : 監督スコット・R・ダンラップ、1920年 - 出演・役 Little Casino
- 『幸運児』（別題『愉快な厄介者』） The Joyous Troublemaker : 監督J・ゴードン・エドワーズ、1920年 - 出演・役 Beatrice Corlin
- 『航空百万哩』（別題『蒼空の人』） The Skywayman : 監督ジェームズ・P・ホーガン、1920年 - 出演・役 Virginia Ames
- The Little Grey Mouse : 監督ジェームズ・P・ホーガン、1920年 - 出演・役 Beverly Arnold
- 『運命の罠』 Partners of Fate : 監督バーナード・J・ダーニング、1921年 - 出演・役 Helen Meriless
- While the Devil Laughs : 監督ジョージ・ヒル、1921年 - 出演・役 Mary Franklin
- 『懐しの我家』 The Old Nest : 監督レジナルド・バーカー、1921年 - 出演・役 Kate at 21-31
- 『極北の霹靂』 The Heart of the North : 監督ハリー・レヴィアー、1921年 - 出演・役 Patricia Graham
- 『貧しき者の幸福』 The Poverty of Riches : 監督レジナルド・バーカー、1921年 - 出演・役 Grace Donaldson
- 『人生の最大疑問』（別題『人生の最大問題』） Life's Greatest Question : 監督ハリー・レヴィアー、1921年 - 出演・役 Nan Cumberland
- Shattered Idols : 監督エドワード・スローマン、1922年 - 出演・役 Diana Chichester
- Jewelled Nights : プロデューサー・共同監督・共同脚本・共同編集ウィルトン・ウェルチ、1925年 - 監督・脚本・編集・出演・役 Elaine Fleetwood

## 註
1. 1 2 3 4 5 6 7 8 9 10 11 12 13 14 15 16 17 18 19  Louise Lovely, Internet Movie Database （英語）, 2010年6月10日閲覧。
2. 1 2  One Hundred Years Ago - IMDb（英語）, 2010年6月10日閲覧。
3. ↑  『ブルーバード映画の記録』 : 製作・著・発行山中十志雄・塚田嘉信、1984年4月、p.60-63.